# Henri II. de Savoie-Nemours

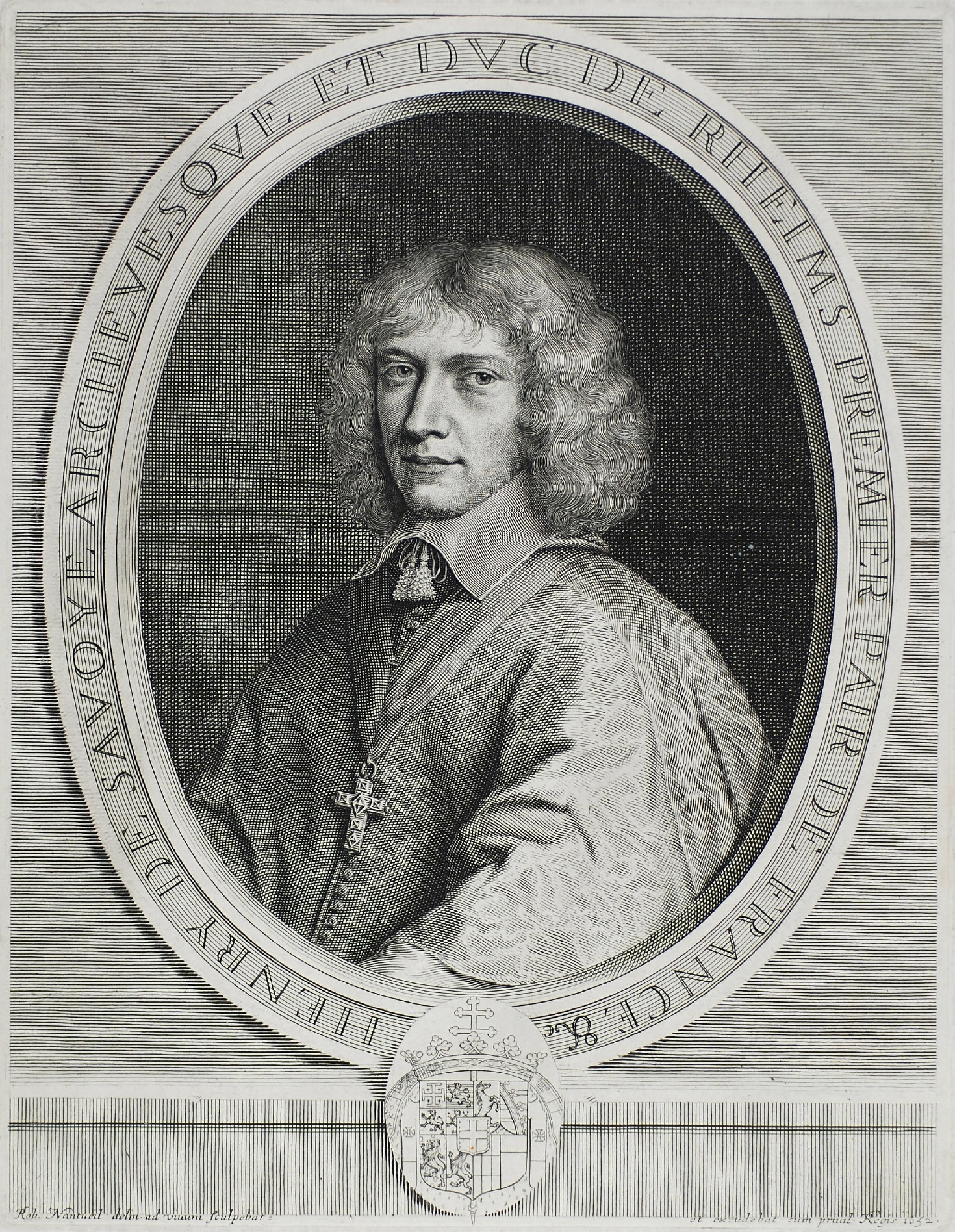
Henri de Savoie als Erzbischof von Reims, Stich von Robert Nanteuil, 1652, Château de Nemours

Henri II. de Savoie-Nemours (* 2. November 1625 in Paris; † 14. Januar 1659 ebenda) war Erzbischof von Reims, bevor er zurücktrat, um die Titel und das Erbe der Familie, insbesondere das Herzogtum Nemours, anzutreten, deren letzter männlicher Angehöriger er war.

## Leben
Henri II. de Savoie-Nemours war der vierte Sohn von Henri I. de Savoie, Herzog von Nemours und Pair von Frankreich etc., und Anne de Lorraine, Herzogin von Aumale etc., Pair von Frankreich.
Als jüngerer Sohn wurde er für eine Laufbahn in der Kirche bestimmt und bereits 1641 zum Abt von Saint-Rémi in Reims und 1651 zum Erzbischof von Reims ernannt. Durch den Tod seines Bruders Charles Amédée († 30. Juli 1652 in einem Duell) wurde er Herzog von Genevois, Nemours und Aumale.
Um das Aussterben seiner Familie zu verhindern, musste er von seinen geistlichen Ämtern zurücktreten, womit er allerdings bis zum letzten Moment wartete: das Erzbistum Reims gab er erst 1657, kurz vor seinen Hochzeit, auf. Er heiratete am 22. Mai 1657 Marie d’Orléans, genannt Demoiselle de Longueville (* 1625; † 1707), Tochter von Henri II. d’Orléans, Herzog von Longueville und Fürst von Neuenburg, und Louise de Bourbon, genannt Mademoiselle de Soissons. Die Ehe blieb ohne Nachkommen.
Diese Heirat erregte Erstaunen: man verstand nicht, dass die reichste Erbin Frankreichs einen jüngeren Sohn heiraten wollte, „dessen Geist ziemlich scholastisch war, ein Mensch, der durch eine unangenehme Krankheit entstellt war, ohne Wohlbefinden, ohne Genesung und ohne Aussicht auf Besserung“. Es scheint, dass die Demoiselle de Longueville die Zustimmung zu dieser Ehe bereute – zumal der Herzog beim Verlassen der Kirche nach der Trauung von einem Fieber erfasst wurde und seitdem keinen Augenblick der Gesundheit mehr erlebte.
Er starb am 14. Januar 1659. Sein Herz wurde seinem Wunsch entsprechend in die Jesuitenkirche St-Paul-St-Louis in Paris gebracht, sein Leichnam im Familiengrab in Annecy bestattet.
Mit seinem Tod fiel das Herzogtum Nemours, das ein Lehen seines Ahnen Philippe de Savoie-Nemours war, an die französische Krone zurück (Ludwig XIV., dann dessen Bruder Philippe), während die Herzogtümer Genevois und Aumale, die auch in weiblicher Linie vererbt werden konnten, an seine Nichte Maria Johanna von Savoyen gingen. 
Seine Witwe überlebte ihn um 48 Jahre; 1694 wurde sie Fürstin von Neuenburg, sie starb 1707, ebenfalls als letzte ihrer Familie.